# Maggie Cardelús
Maggie Cardelús (Virginia, 1962) es una artista de nacionalidad hispanoestadounidense. Licenciada en Bellas Artes e Historia del Arte, actualmente reside y trabaja entre París y Milán.

## Biografía
Maggie Cardelús nació en Virginia (Estados Unidos) en el año 1962. Vive y trabaja en Milán desde 1993.
En el año 1985 obtiene la licenciatura en Bellas Artes e Historia del Arte en el Wellesley College, recibiendo por su tesis de “Dibujo y grabado” el Primer Premio y la Medalla de Plata por la Royal Academy of Arts de Londres. En 1988 finaliza su máster en Arquitectura en la Universidad de Columbia, en Nueva York, obteniendo el Premio de Arquitectura Lucille Smyser Lowenfish. Más tarde, en el 1990, recibe la beca Harriet Shaw. Dos años después finaliza el máster de Bellas Artes y en Técnicas Mixtas en el Hunter College de Nueva York. Gana las becas Mobilier Nazionale et Manufacture des Gobelins en el año 1993, en París; y ViaFarini en el 1997, en Milán. En 1992 realiza sus dos primeras instalaciones colectivas, una en la galería de Hunter College, XII- Installation 5 y la otra en el Viofest de Liverpool, Installation 4.
Desde 1992 expone individualmente y participa en exposiciones colectivas en España, Italia, Francia, Estados Unidos, Alemania y Rusia.
Ha sido profesora en la Academia de Bellas Artes de Bergamo y en la Academia de Bellas Artes de Santa Giulia, Brescia.

## Obra
La obra artística de Maggie Cardelús recurre principalmente a la fotografía, pero también realiza trabajos en otros itinerarios estéticos como en la escultura, en el vídeo y en la performance, para así reflexionar sobre una de sus grandes preocupaciones: la vida familiar y aquello cotidiano como vía de creación artística.
El inicio en su carrera artística llega por el hecho de irse a vivir a Italia, en los años noventa, lejos de su familia. Como pasó toda su infancia con sus hermanas, al alejarse de ellas solamente le quedaba como consuelo las fotografías antiguas que conservaba de sus familiares. Estas le ayudaron a afrontar su nueva situación y realizó uno de sus primeros trabajos “Four Sisters”, una esfera con fotografías de la artista y sus hermanas con la cual empezó a fascinarse por las instantáneas y comenzó a explorar sobre la capacidad relacional que le permitía el trabajar con retratos de gente conocida.
En sus primeros trabajos fotográficos, se centra en recoger imágenes de los álbumes familiares y recortarlos para así crear nuevas imágenes. Durante años su herramienta de trabajo fue un cuchillo, y en su mesa de corte apartaba las fotografías para ponerlas juntas de nuevo, repetitivamente, creando formas diferentes y realizando en ellas recortes controlados y cuidadosamente elaborados. Muchas veces reduce la fotografía original en recortes de papel en una nueva forma y así, la imagen plana del principio se transforma en escultura.
Maggie Cardelús dice que elige este medio artístico – que mucha gente define como “tiempo consumido” –, porque como mujer artista tiene que hacer visible el trabajo realizado y forzar el tiempo para que la pieza resultante tenga un mayor valor. Así pues, tarda años en finalizar sus proyectos porque tiene un lento proceso de documentación de las cosas cotidianas.  Las fotografías que expone como obras, no son las originales de los álbumes familiares, simplemente son copias o ampliaciones de éstas a gran escala para poder añadirles elementos y crear esa tercera dimensión. Para ella las fotografías son una reliquia, por eso la acción de cortarlas no conlleva a decir que las destruye.
Cuando tuvo su primer hijo supo que tenía que arreglárselas para ser artista y madre, la solución más obvia fue unir estos dos roles. Afirma que lo cotidiano acaba por envolver a las madres en la repetición y el trabajo infravalorado y lo que ella busca en sus proyectos es construir una armadura y hacer que el día a día le aporte nuevas ideas para seguir creando.
Los temas principales en las obras de Maggie Cardelús son: la familia, la memoria, la maternidad y la intimidad. No solamente se trata de que la familia pase a ser el contenido de su arte, sino de compartir la autoría de sus obras con los personajes de éstas – como cuando, en ocasiones, les concede ser autores individuales a sus hijos, como en la obra “Zu en el Zoo” (2011) –.
En varias piezas, un elemento que suele verse repetido es el de la barriga, simbolizando aquello que da vida. Aparece en una serie de fotografías de la artista embarazada; en “Una rebanada de espacio” (2011); en “Ombligo” (2011), donde aparecen jarrones de cerámica llenos de frutos; o en trabajos que remiten directamente al hecho de dar a luz, como “Placenta” (2011) y “Paisaje interior” (2011). Y de manera menos explícita aparece en algunos trabajos de sus hijas como La herencia de Laura (2003), donde su barriga se asemeja a un ramo de flores; y en las obras “La perla azul” (2003) y “La perla negra” (2003), donde esta parte simboliza el círculo eterno de la vida: ha sido fruto en un pasado y será fértil en un futuro.
En el 2007, empieza a introducirse en el videoarte, con lo cual pretende trabajar sobre el efecto que causan estas obras en el público. La primera pieza fue “Looking for Time” (2007). Lo que le interesa de los vídeos es que puede darles movilidad a sus fotografías, haciendo que éstos sean secuencias de imágenes recogidas durante largos períodos de tiempo, como por ejemplo en el vídeo “Birthday flowers at 50 and 13” (2012), donde hace girar su cámara alrededor de un jarrón de flores, desplazándose un grado por fotografía y consiguiendo así lograr su otro interés: de una fotografía plana, darle espacio y volumen.
Las performances las realiza mayoritariamente durante sus exposiciones y en ellas se ven reflejados los mismos temas que trata en sus obras anteriores. En ellas ocasionalmente puede aparecer la artista, pero en gran parte aparecen como protagonistas sus tres hijos.